# Венгерская советская республика
Венге́рская сове́тская респу́блика или, дословно, Советская республика Венгрии (венг. Magyarországi Tanácsköztársaság) — государство, существовавшее в течение непродолжительного периода примерно на 23 % территории Венгрии. Республика просуществовала всего четыре месяца (133 дня), с 21 марта 1919 года до 6 августа того же года.
Юридически главой государства был президент Шандор Гарбаи, но фактически власть была сосредоточена в руках комиссара иностранных дел Белы Куна. Государство существовало при материальной поддержке Советской России, а через радиотелеграф Ленин давал Куну рекомендации и прямые указания. За свою недолгую историю режим вступил в военные конфликты с Королевством Румыния, Королевством сербов, хорватов и словенцев, а также с нарождающейся Чехословакией. Фактический конец режиму был положен направлением представителей для обсуждения условий сдачи румынским войскам 1 августа 1919 года по итогу войны с Румынией.

## История

### Образование советской республики
После крушения Австро-Венгерской империи в 1918 году в Венгрии состоялась т. н. Революция астр, в результате которой 16 ноября была образована Венгерская Народная Республика во главе с президентом графом Михаем Каройи и премьер-министром Денешем Беринкеи. Новое государство столкнулось не только с огромными социальными и экономическими проблемами в результате проигранной мировой войны, но и с обширными территориальными требованиями Чехословакии, Румынии и государства СХС, которые были поддержаны державами Антанты. Оккупация значительной части бывшего Венгерского королевства чехословацкими, румынскими, югославскими и французскими войсками рассматривалась венграми как «грабеж» их исторической территории. Не желая подчиняться таким требованиям и не имея возможности отвергнуть их, Беринкеи ушёл в отставку 20 марта 1919 года. На следующий день Каройи объявил остальным членам действовавшего правительства, что новый кабинет может быть сформирован только социал-демократами, как партией, имевшей наибольшую поддержку в стране. Втайне от президента и с надеждой на формирование более устойчивого правительства социал-демократы вступили в переговоры с лидерами венгерских коммунистов, находившимися в заключении после нападения 20 февраля 1919 года руководимой коммунистами толпы на редакцию официального органа социал-демократической партии газеты «Народное слово». Социал-демократы и коммунисты договорились объединиться в Венгерскую социалистическую партию. Таким образом, сложивший с себя полномочия 21 марта Каройи, сам бывший убеждённым антикоммунистом, передал власть правительству, в котором доминировали коммунисты.

### Венгерская коммунистическая партия

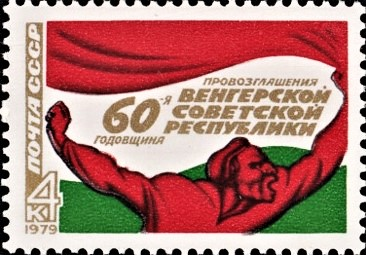
Почтовая марка СССР 1979 года. 60-летие провозглашения Венгерской советской республики

Ядро венгерской коммунистической партии — в виде её Центрального Комитета под руководством Бела Куна — было создано в Москве 4 ноября 1918 года из бывших военнопленных и эмигрантов, придерживавшихся коммунистических взглядов. После этого венгерские коммунисты прибыли в Венгрию и 24 ноября создали там Партию коммунистов Венгрии (по-венгерски: Kommunisták Magyarországi Pártja). Такой выбор названия партии был продиктован тем, что в ней этнические венгры составляли меньшинство. Партия начала активно привлекать сторонников, в частности, склоняя социал-демократов к более радикальным взглядам. К февралю 1919 года партия насчитывала уже от 30 до 40 тысяч членов, включая большое количество безработных бывших военнослужащих, молодых интеллектуалов и представителей национальных меньшинств. Бела Кун основал газету «Красные новости» (Vörös Újság), при помощи которой начал пропагандистскую атаку на либеральное правительство. Со временем Партия коммунистов Венгрии становилась все более популярной, а её сторонники — все более агрессивными. Правительство арестовало лидеров партии, запретило её газету и закрыло партийные ячейки. Венгерские коммунисты вернулись к активному участию в общественной жизни после заключения тайного союза с социал-демократами о формировании правительства.

### Политика коммунистического правительства
Пришедшая к власти Венгерская социалистическая партия создала правительство под названием «Революционный правительственный совет», провозгласившее Венгерскую Советскую Республику. В новый орган власти, первое совместное заседание которого состоялось 22 марта 1919 г., вошли 33 народных комиссара, по примеру большевистской России, и заместителя наркома (17 социал-демократов, 14 коммунистов и 2 беспартийных). Правительство официально возглавил социал-демократ Шандор Гарбаи, который теперь одновременно занимал пост главы правительства и главы государства (до 1 августа). Фактически Революционный правительственный совет (а значит, и Советскую республику) с самого начала де-факто возглавлял лидер коммунистической партии Бела Кун.
Бела Кун радиограммой проинформировал Ленина о том, что в Венгрии установлена диктатура пролетариата и предложил заключить союз между РСФСР и Венгерской советской республикой с целью противодействия Антанте. 23 марта Ленин приказал Куну отстранить социал-демократов от власти и, таким образом, трансформировать страну в подлинно коммунистическое государство, управляемое «диктатурой пролетариата». Чтобы укрепить позиции коммунистов, Кун стирал разницу между обязанностями народных комиссаров и заместителей народных комиссаров в правительстве, тем самым уменьшая преобладание социал-демократов. Однако Советская Россия, втянутая в гражданскую войну, ничего кроме моральной поддержки Венгрии оказать не могла.
Новое коммунистическое правительство провозгласило отмену всех аристократических титулов и привилегий, отделение церкви от государства, гарантировало свободу слова и собраний, бесплатное образование, языковые и культурные права для национальных меньшинств. Также коммунисты национализировали промышленные и коммерческие предприятия, жильё, транспорт, банковскую сферу, медицину, учреждения культуры и все земельные владения, размеры которых превышали 40 га. После империалистической войны были унаследованы высокая инфляция и повсеместная нехватка продовольствия.
Сразу же после прихода к власти режим прекратил публикацию десяти ежедневных газет в Будапеште. 23 марта правительство назначило Управление печати из девяти человек для обеспечения соблюдения и контроля цензуры прессы. 7 апреля были закрыты 225 газет (профсоюзные, профессиональные, религиозные и школьные), часть из которых — по прямому указанию наркомов. В конце мая были закрыты все несоциалистические газеты, и в Будапеште осталось всего пять социалистических газет.
Коммунистическая партия и ее политика имели реальную народную поддержку среди пролетарских масс крупных промышленных центров, особенно в Будапеште, где рабочий класс представлял большую часть населения. Коммунисты оставались крайне непопулярными в венгерской деревне, где власть этого правительства часто отсутствовала. Национализация земли и реквизиции восстановили против правительства большую часть венгерского зажиточного крестьянства. Результатом этого явились регулярные конфликты, нередко приводившие к вооружённым столкновениям с крестьянами.

### Государственное устройство
После выборов, состоявшихся в первой половине апреля 1919 года, с 14 по 24 июня того же года проходил съезд высшего органа власти — Государственный совет депутатов, или Государственное собрание советов (Tanácsok Országos Gyűlése), или Федеральное государственное собрание советов (Szövetséges Tanácsok Országos Gyűlése). Этот орган был выбран комитатскими рабоче-крестьянскими советами и городскими рабоче-крестьянскими советами городов на правах регионов. Между его собраниями действовал — Федеральный центральный исполнительный комитет (Szövetséges Központi Intéző Bizottság) и правительство — Революционный Совет управляющих (Forradalmi Kormányzótanács).
Территория Венгерской советской республики делилась на комитаты (vármegye) и города на правах регионов (törvényhatósági jogú város), комитаты — на города (város) и общины (község), города на правах регионов — на районы (kerület). Высший орган комитата — комитатский рабоче-крестьянско-солдатский совет (Vármegyei munkás-, paraszt- és katonatanács), избирались населением, исполнительный орган — комитатский исполнительный комитет (Vármegyei intéző bizottság), избирались комитатскими рабоче-крестьянско-солдатскими советами. Высший орган города — городской рабоче-солдатский совет (Városi munkás- és katonatanács), избирались населением. Высший орган общины — общинный рабоче-крестьянско-солдатский совет (Községi munkás-paraszt- és katonatanács), избирались населением.

### Борьба за границы

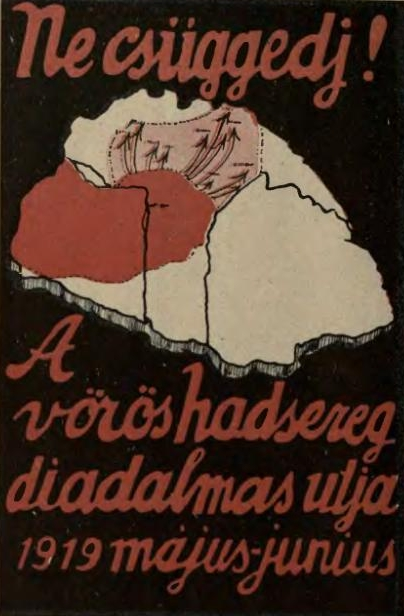
Плакат «Не падай духом! Победоносный путь Красной Армии в мае-июне 1919 г.» (1919)

Поскольку в ходе борьбы за власть венгерские коммунисты привлекли большое число сторонников обещанием восстановить бывшие границы страны, новое правительство предприняло шаги по нормализации внешних отношений с державами Антанты и попыталось вернуть некоторые из земель, отторгаемыми от неё по итогам послевоенных переговоров. Кун ожидал «дружественной» интервенции со стороны Советской России, которая смогла бы гарантировать существование его режима, что должно было стать началом всемирной социалистической революции.
В конце мая, после того как военный представитель Антанты потребовал от Венгрии больше территориальных уступок, Кун попытался выполнить свое обещание придерживаться исторических границ Венгрии. В июне Венгерская Красная Армия вторглась в восточную часть недавно образовавшегося Чехословацкого государства (сегодняшней Словакии), бывшую так называемую Верхнюю Венгрию и под руководством полковника Аурела Штромфельда вытеснила чешские войска с севера и планировала выступить против румынской армии на востоке. 16 июня в Прешове коммунисты объявили о создании Словацкой Советской Республики в южной и восточной частях Словакии. После того, как им была одержана победа над войсками Чехословакии, президент США Вильсон был вынужден направить правительству Венгрии приглашение в Париж на переговоры по установлению границ Венгрии.

### Красный террор
Вместо распущенной полиции и жандармерии была создана Красная гвардия под руководством Матьяша Ракоши. Кроме того, группа из 200 вооруженных людей, известная как «ленинские парни» или «ленинцы», сформировала мобильный отряд под руководством Йожефа Черни. Этот отряд был развернут в различных местах по всей стране, где, как подозревали, действовали контрреволюционеры. «Ленинские парни», а также другие подобные группы и агитаторы проводили политику террора (например, вооруженные ручными гранатами и прикладами винтовок, они разгоняли религиозные церемонии, казнили без суда).
После неудавшегося 24-25 июня в Будапеште переворота советское правительство отреагировало постановлением от 25 июня, в котором объявило «примерное наказание»: «Учитывая, что умеренное осуществление диктатуры побудило буржуазию к контрреволюционному выступлению… диктатуру пролетариата решено проводить в полной мере беспощадными мерами… и, если необходимо, утопить контрреволюцию буржуазии в крови». В период красного террора погибло до 600 человек.

### Борьба с коммунистами
Значительным фактором, снижавшим популярность коммунистического правительства, было то, что почти все его члены (Б. Кун, Д. Лукач, Т. Самуэли, М. Ракоши, Э. Герё, В. Бём, Е. Варга и др.) были евреями, в то время как в населении Венгрии евреи составляли лишь небольшой процент (к 1920 году 473 000 человек, около 6 %), и этим воспользовались его противники.
Граф Дьюла Каройи попытался сформировать антисоветское правительство в комитате Арад, частично располагавшемся в Трансильвании, и «навёл мосты» с Антибольшевистским Комитетом Иштвана Бетлена в Вене. Когда в мае 1919 года Арад оккупировали румынские войска, Дьюла Каройи и часть его министров были интернированы, но по выходе на свободу перебрались в Сегед. 30 мая в Сегеде было создано антикоммунистическое «контрправительство», которое возглавил Дьюла Каройи. 12 июля Каройи на посту антисоветского премьер-министра сменил Дежё Паттантьюш-Абрахам. Одновременно под командованием Миклоша Хорти и Дьюлы Гёмбёша, лидера «Сегедского движения», стала формироваться армия национальной обороны.
Так как крестьянство не разделяло коммунистических целей мировой революции или эгалитарного общества, а также выступало против проведения насильственной коллективизации, агрессивной атеистической пропаганды, а также запрета на алкоголь, то в период советской республики произошли две волны сельских восстаний против режима: первая, в апреле и мае, в центральной Венгрии в комитатах Кечкемет, Сольнок, Абонь и Калоча; вторая, в июне и июле, которая затронула почти все центральные венгерские общины по обе стороны Дуная, но также распространилась на Задунайский край, особенно на регион вокруг Дьёра. Эти плохо организованные восстания были быстро подавлены режимом Куна с использованием местных правительственных подразделений или войск Красной гвардии из Будапешта.
Самое важное восстание против советской диктатуры произошло в Будапеште с 24 по 25 июня в Военной академии Людовика. Восставшие курсанты Людовики ненадолго взяли под свой контроль столичные почту и телеграф и распространили в городе листовки с призывом к созданию нового, «подлинно национального правительства». Они продвигались по улицам, перестреливаясь с красногвардейцами. Съезд советов, заседавший в отеле «Венгрия», подвергся обстрелу с канонерской лодки со стороны Дуная. В течение нескольких часов восстание было подавлено Красной гвардией и «ленинцами». Только благодаря энергичным протестам представителей Антанты и социал-демократов, смертная казнь для участников была заменена на тюремное заключение.

### Падение советской республики
Премьер-министр Франции Жорж Клемансо потребовал прекращения наступления в Словакии и пообещал венгерскому правительству, что румынские войска отступят из Затисья, продвижение Красной армии на север было остановлено, и Кун отозвал свои воинские части. В конце июня под ударами чехословацких войск пала Словацкая Советская Республика, однако после отступления Красной Армии с севера румынские войска не были отведены.
В ответ Кун направил части Красной Армии в наступление против румын, но оно провалилось, и 30 июля румынские войска начали наступление на Будапешт.
1 августа Бела Кун и большинство членов правительства бежали в Австрию. Оставшаяся небольшая часть во главе с Дьёрдем Лукачем, бывшим комиссаром по культуре, приступила к организации подпольной коммунистической партии. Будапештским Советом рабочих депутатов было избрано новое правительство во главе с Дьюлой Пейдлом, однако действовало оно всего несколько дней, до 6 августа, когда вошедшие в Будапешт румынские войска поставили точку в истории Венгерской Советской Республики.

### Белый террор

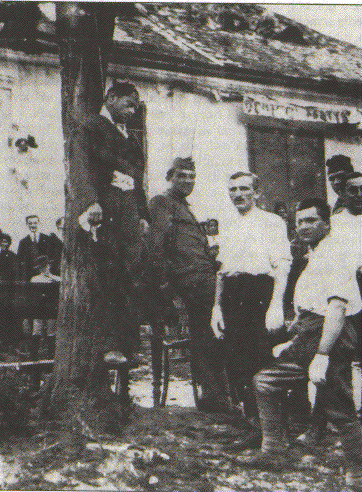
Жертва белого террора. 1919 г.

В политическом вакууме, образовавшемся в результате гибели Советской республики и румынской оккупации, быстро набрали силу консерватор Иштван Бетлен и ультраправый адмирал Миклош Хорти, захватившие контроль над западной Венгрией, не оккупированной румынами. Национальная армия, возглавлявшаяся Хорти и представлявшая собой ряд полусамостоятельных вооружённых формирований, начала кампанию террора против коммунистов и других левых, и, в первую очередь, евреев, которая стала известна как «Белый террор». Особой жестокостью отличался отряд Пала Пронаи, а также экстремистские группы Венгерская ассоциация национальной обороны и Ассоциация пробуждающихся мадьяр.
Многие сторонники Советской республики были расстреляны без суда и следствия, значительная часть попала в тюрьму в результате так называемых «комиссарских процессов». Евреев убивали и массово депортировали из страны исключительно потому, что они были евреями на основании ультраправой доктрины «Сегедская идея» как подозреваемых в «жидобольшевизме». Некоторые из политических заключённых впоследствии были обменены на основании соглашения об обмене между Советской Россией и хортистской Венгрией, заключённого в 1921 году (по этому соглашению в Россию были выданы 415 заключённых).

## Венгерская Советская Республика в кино
- Держись за облака (1971)
- Воспоминание о курорте (1976)
- Вкус солнечного света (1999)